# Cybaeus jaanaensis
Cybaeus jaanaensis är en spindelart som beskrevs av Komatsu 1968. Cybaeus jaanaensis ingår i släktet Cybaeus och familjen vattenspindlar. Inga underarter finns listade i Catalogue of Life.